# أسل أبيض الأزهار
أسل أبيض الأزهار (الاسم العلمي: Juncus leucanthus) نوع نباتي يتبع جنس الأسل وينتمي إلى الفصيلة الأسلية.